# 阿戈斯塔

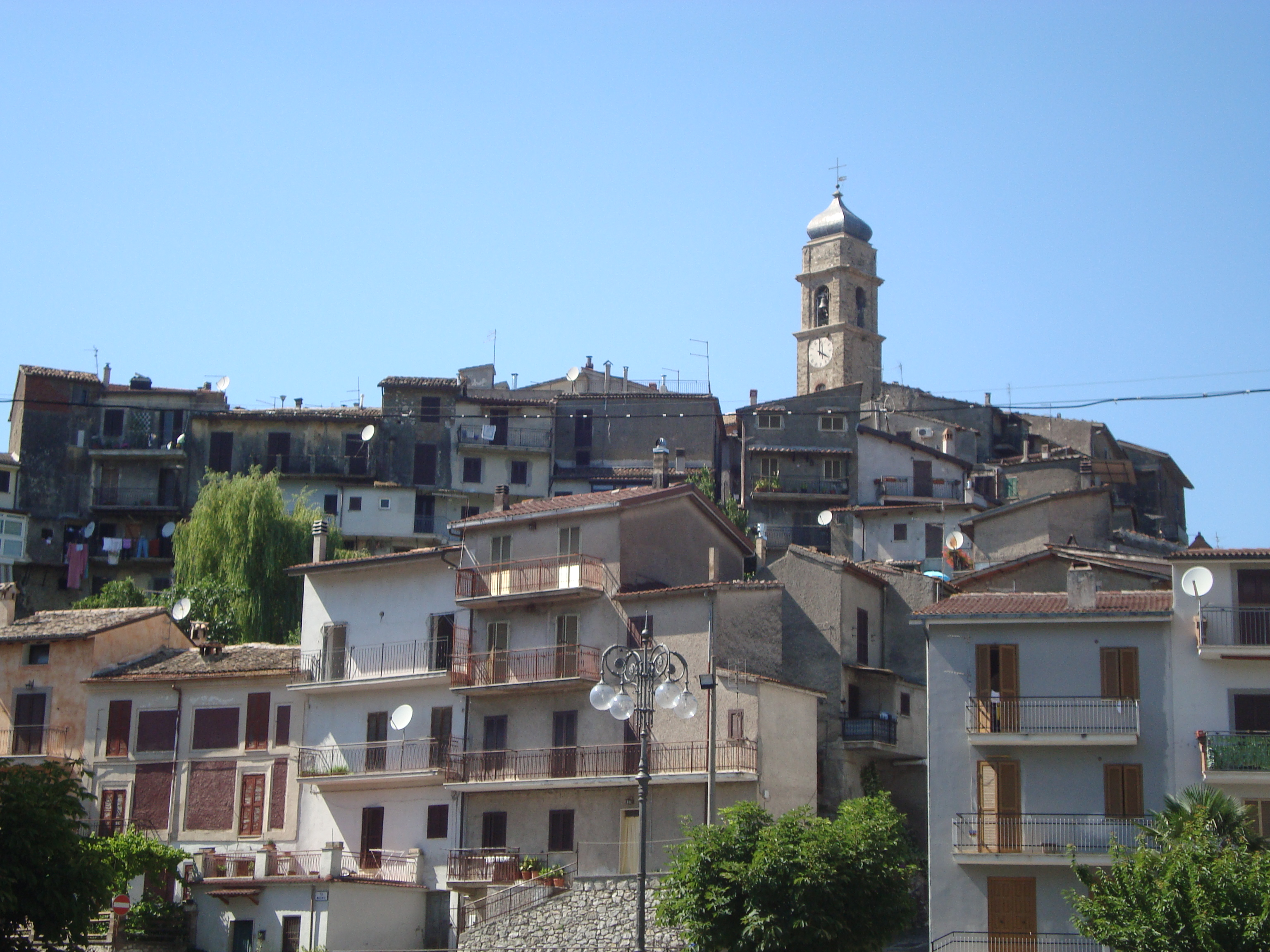
阿戈斯塔市容

阿戈斯塔（義大利語：Agosta）是意大利拉齐奥大区羅馬首都廣域市的一个市镇，面积9.5平方公里，人口1,649人（2004年）。